# Huta Żelechowska
Huta Żelechowska is een plaats in het Poolse district  Garwoliński, woiwodschap Mazovië. De plaats maakt deel uit van de gemeente Żelechów en telt 333 inwoners.